# Екзувій
Екзу́вій — рештки зовнішнього скелету тварини, які лишаються після линяння.. Утворення екзувію відбувається у тварин, які при линянні скидають хітиновий скелет цілком з усього тіла — з тулуба, усіх кінцівок і придатків, передньої та задньої кишки, трахей. Це членистоногі і черви-нематоди.
Скидаючи екзувій, тварини, крім іншого, ще й звільняють організм від токсичних речовин, які накопичилися у зовнішньому скелеті протягом попереднього розвитку.
Екзувії — важливий матеріал для вивчення тварин. Адже по цим решткам можна визначити вид тварини, інколи — стать. Збирання екзувіїв на певній ділянці допомагає визначити видовий склад локальної фауни, розподіл особин у просторі, тривалість, фенологію та зміни в ході онтогенезу, співвідношення статей, мати докази розвитку тварин в даному місці в певний час.
Збирання екзувії особливо важливе для тварин, яких складно знайти і спостерігати — тому що вони мають вузько локальне поширення і низьку чисельність, ведуть прихований спосіб життя (наприклад, мають нічну активність).
У латинській мові слово «exuviae» мало значення: «одяг, знятий з тіла». Воно вживалося лише в множині. Згодом, коли слово стало біологічним терміном, фахівці стали вживати його у однині і множині: «дослідивши екзувій…» та «вдалося зібрати екзувії».

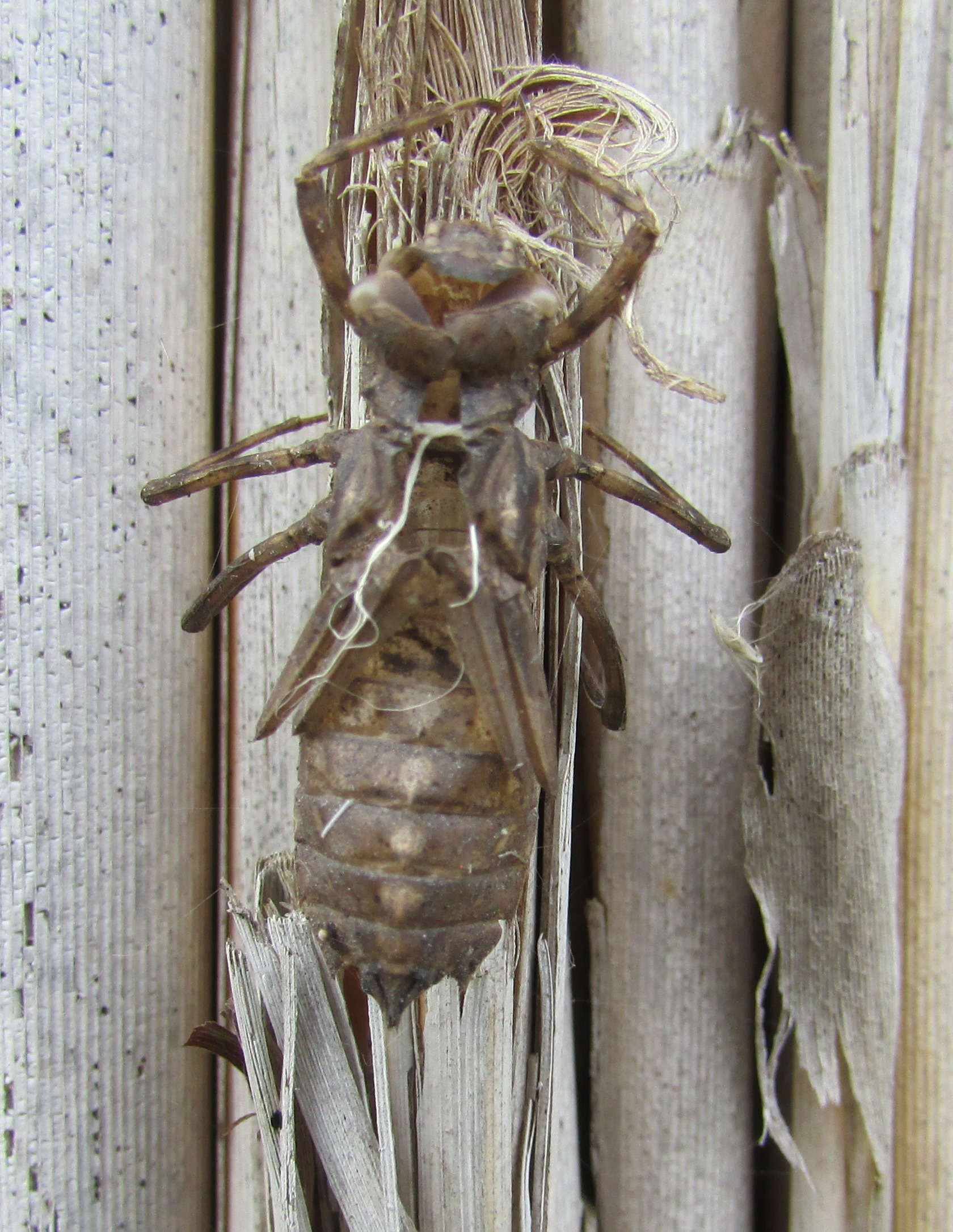
Екзувій бабки (ймовірно Corduliidae). Національний природний парк «Олешківські піски»
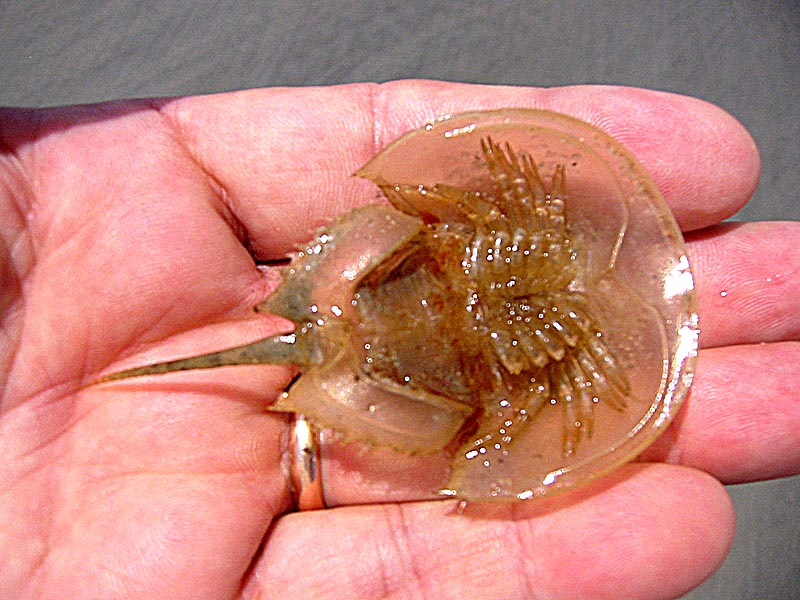
Панцир, скинутий мечохвостом (Limulus) під час линяння
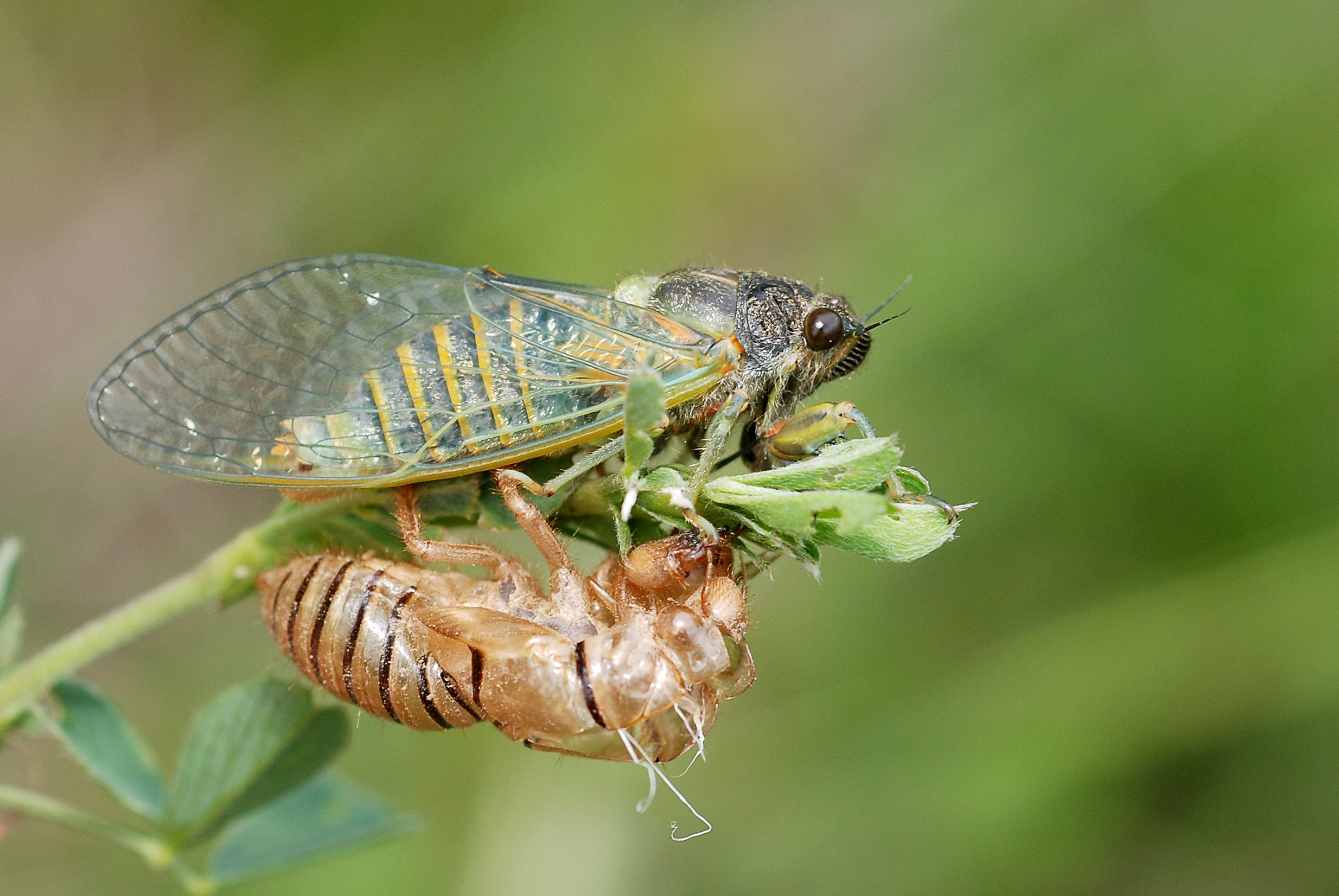
Гірська цикада (Cicadetta montana), яка тільки-но вийшла з екзувію (він поруч з нею)
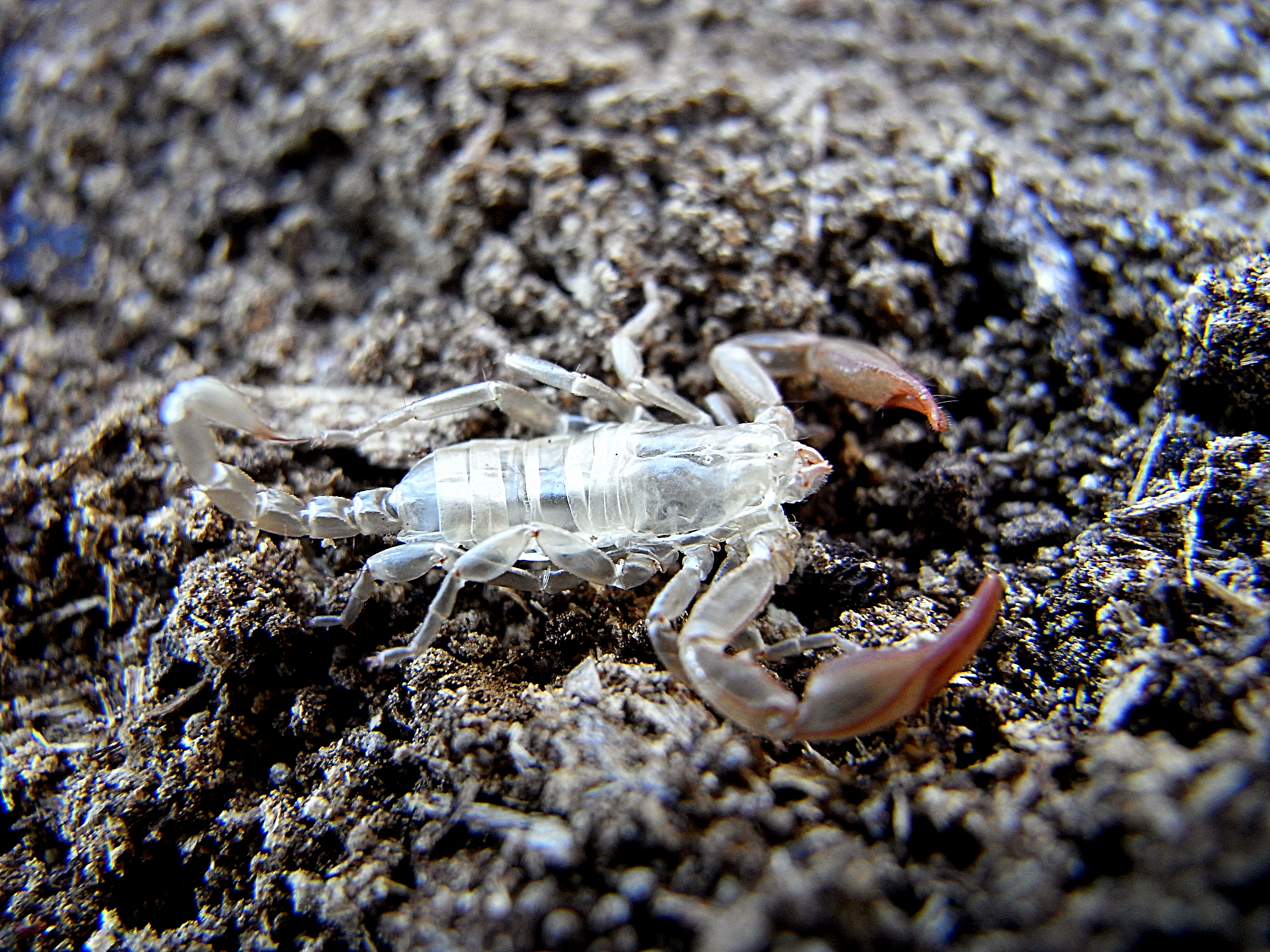
Екзувій скорпіона (Euscorpion) з Південної Франції.